# Painel tátil

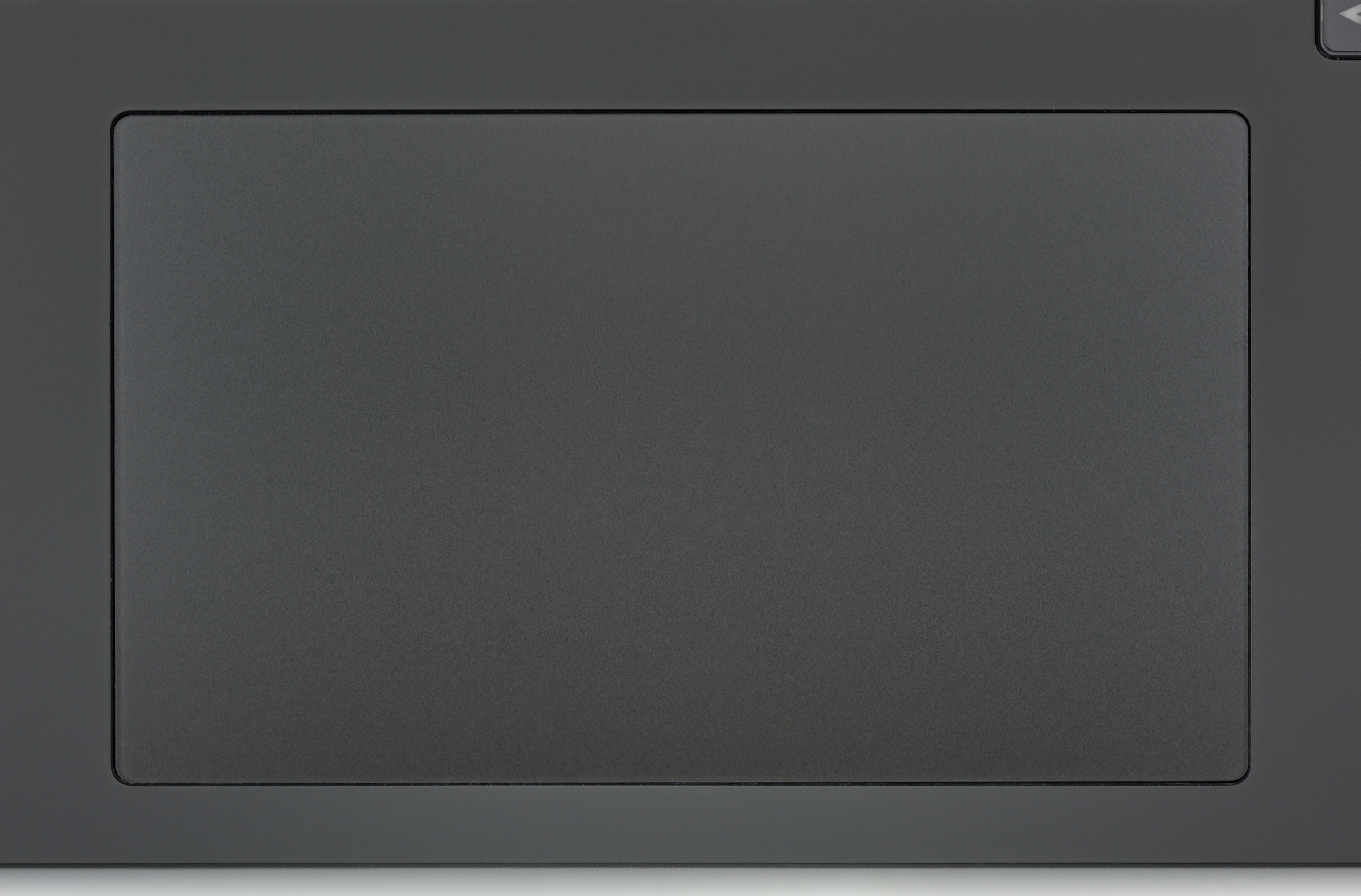
Painel tátil de um laptop.

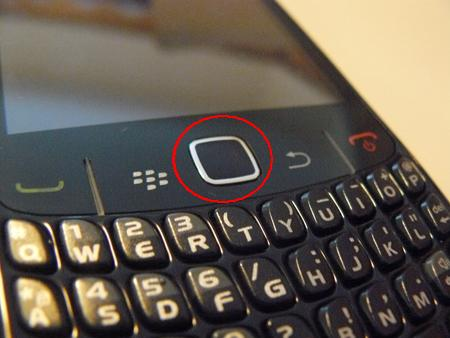
Painel tátil em um celular.

Um painel tátil (Touchpad em Inglês) é um dispositivo sensível ao toque que traduz a posição de pressão do toque para o sistema operacional na tela. É utilizado principalmente em Notebooks para substituir o mouse, mas também pode ser encontrado em telemóveis/celulares, em reprodutores de média portáteis/tocadores de mídia portáteis, em PDAs e em videogames.
Atualmente, os painéis táteis identificam vetores x e y, usando a capacitância proporcionada pela pele dos dedos (ou um objeto condutor de eletricidade) na sua superfície. Então, o microprocessador identifica o valor das cargas e sabe quais células foram pressionadas. Para gerar um movimento, ele identifica quais as primeiras e quais as últimas células pressionadas, gerando linhas retas em intervalos de milissegundos. Essas linhas geradas a cada milissegundo, juntas, formam o movimento do cursor.
Os modelos antigos utilizavam sensores de pressão. Porém, este sistema não é mais utilizado nos atuais painéis táteis (como nos dos portáteis, principalmente), por não possuírem a mesma qualidade e durabilidade das novas tecnologias.